# Kanton Selles-sur-Cher
Der Kanton Selles-sur-Cher ist seit 1790 ein französischer Wahlkreis im Arrondissement Romorantin-Lanthenay, im Département Loir-et-Cher und in der Region Centre-Val de Loire; sein Hauptort ist Selles-sur-Cher.

## Gemeinden
Der Kanton besteht aus 17 Gemeinden mit insgesamt 20.842 Einwohnern (Stand: 1. Januar 2022) auf einer Gesamtfläche von 539,42 km²:
| Gemeinde               | Einwohner 1. Januar 2022 | Fläche km² | Dichte Einw./km² | Code INSEE | Postleitzahl |
| ---------------------- | ------------------------ | ---------- | ---------------- | ---------- | ------------ |
| Billy                  | 1.102                    | 26,47      | 42               | 41016      | 41130        |
| Châtres-sur-Cher       | 1.134                    | 35,33      | 32               | 41044      | 41320        |
| Gièvres                | 2.290                    | 38,05      | 60               | 41097      | 41130        |
| Gy-en-Sologne          | 496                      | 35,92      | 14               | 41099      | 41230        |
| La Chapelle-Montmartin | 409                      | 10,72      | 38               | 41038      | 41320        |
| Langon-sur-Cher        | 826                      | 38,82      | 21               | 41110      | 41320        |
| Lassay-sur-Croisne     | 243                      | 16,92      | 14               | 41112      | 41230        |
| Maray                  | 226                      | 27,80      | 8                | 41122      | 41320        |
| Mennetou-sur-Cher      | 846                      | 16,26      | 52               | 41135      | 41320        |
| Mur-de-Sologne         | 1.518                    | 50,50      | 30               | 41157      | 41230        |
| Orçay                  | 216                      | 18,75      | 12               | 41168      | 41300        |
| Pruniers-en-Sologne    | 2.281                    | 43,84      | 52               | 41185      | 41200        |
| Saint-Julien-sur-Cher  | 756                      | 15,99      | 47               | 41218      | 41320        |
| Saint-Loup             | 365                      | 14,70      | 25               | 41222      | 41320        |
| Selles-sur-Cher        | 4.225                    | 25,74      | 164              | 41242      | 41130        |
| Theillay               | 1.252                    | 96,38      | 13               | 41256      | 41300        |
| Villefranche-sur-Cher  | 2.657                    | 27,23      | 98               | 41280      | 41200        |
| Kanton Selles-sur-Cher | 20.842                   | 539,42     | 39               | 4112       | –            |

Bis zur landesweiten Neuordnung der französischen Kantone im März 2015 gehörten zum Kanton Selles-sur-Cher die acht Gemeinden Billy, Gièvres, Gy-en-Sologne, Lassay-sur-Croisne, Mur-de-Sologne, Rougeou, Selles-sur-Cher und Soings-en-Sologne. Sein Zuschnitt entsprach einer Fläche von 236,79 km2. Er besaß vor 2015 einen anderen INSEE-Code als heute, nämlich 4122.

## Bevölkerungsentwicklung
| 1962 | 1968 | 1975   | 1982   | 1990   | 1999   | 2006   | 2011   |
| ---- | ---- | ------ | ------ | ------ | ------ | ------ | ------ |
| 8704 | 9210 | 10.059 | 10.508 | 10.361 | 10.820 | 11.256 | 11.821 |